# Basketbol'nyj klub UNICS 2018-2019
Questa voce raccoglie le informazioni riguardanti il Basketbol'nyj klub UNICS nelle competizioni ufficiali della stagione 2018-2019.

## Stagione
La stagione 2018-2019 del Basketbol'nyj klub UNICS è la 22ª nel massimo campionato russo di pallacanestro, la VTB United League.

## Roster
Aggiornato al 11 dicembre 2024
| UNICS Kazan' 2018-19 | UNICS Kazan' 2018-19 |
| Giocatori            | Staff tecnico        |
| -------------------- | -------------------- |

| N. | Naz.                   | Ruolo | Nome                | Anno | Alt.   | Peso   |  |
| -- | ---------------------- | ----- | ------------------- | ---- | ------ | ------ |  |
| 1  | Russia (bandiera)      | P     | Pavel Sergeev       | 1987 | 186 cm | 86 kg  |  |
| 2  | Stati Uniti (bandiera) | AC    | Raymar Morgan       | 1988 | 203 cm | 101 kg |  |
| 3  | Canada (bandiera)      | A     | Melvin Ejim         | 1991 | 201 cm | 100 kg |  |
| 4  | Stati Uniti (bandiera) | AP    | Trent Lockett       | 1990 | 196 cm | 95 kg  |  |
| 5  | Senegal (bandiera)     | AG    | Maurice Ndour       | 1992 | 206 cm | 95 kg  |  |
| 6  | Stati Uniti (bandiera) | P     | Errick McCollum     | 1988 | 188 cm | 87 kg  |  |
| 7  | Russia (bandiera)      | G     | Anton Ponkrašov (C) | 1986 | 200 cm | 93 kg  |  |
| 12 | Russia (bandiera)      | C     | Artëm Klimenko      | 1994 | 214 cm | 114 kg |  |
| 15 | Stati Uniti (bandiera) | G     | Jamar Smith         | 1987 | 191 cm | 87 kg  |  |
| 17 | Stati Uniti (bandiera) | C     | Jackie Carmichael   | 1990 | 206 cm | 109 kg |  |
| 20 | Russia (bandiera)      | AG    | Aleksandr Bille     | 1996 | 202 cm | 98 kg  |  |
| 27 | Russia (bandiera)      | AC    | Andrej Koščeev      | 1987 | 205 cm | 105 kg |  |
| 42 | Russia (bandiera)      | G     | Evgenij Kolesnikov  | 1985 | 195 cm | 90 kg  |  |
| 45 | Russia (bandiera)      | AG    | Maksim Šeleketo     | 1987 | 204 cm | 104 kg |  |
| 49 | Stati Uniti (bandiera) | PG    | Pierriá Henry       | 1993 | 193 cm | 88 kg  |  |
| 88 | Grecia (bandiera)      | AG    | Kōstas Kaimakoglou  | 1983 | 206 cm | 113 kg |  |

| Allenatore                                                                            |
| - Dīmītrīs Priftīs                                                                    |
| Assistente/i                                                                          |
| - Thōmas Nikou - Vasilīs Simtsak Legenda - (C) Capitano - (IN) Inattivo - Infortunato |

## Mercato

### Sessione estiva
| Acquisti | Acquisti        | Acquisti        | Acquisti   | Acquisti |
| R.a      | Nome            | da              | Modalità   |          |
| -------- | --------------- | --------------- | ---------- | -------- |
| P        | Errick McCollum | Anadolu Efes    | definitivo |          |
| PG       | Pierriá Henry   | Tofaş Bursa     | definitivo |          |
| AG       | Maksim Šeleketo | Avtodor Saratov | definitivo |          |
| AC       | Raymar Morgan   | Tofaş Bursa     | definitivo |          |
| C        | Artëm Klimenko  | Avtodor Saratov | definitivo |          |

| Cessioni | Cessioni            | Cessioni             | Cessioni       | Cessioni |
| R.       | Nome                | a                    | Modalità       |          |
| -------- | ------------------- | -------------------- | -------------- | -------- |
| P        | Quino Colom         | Bahçeşehir Koleji    | fine contratto |          |
| G        | Danilo Anđušić      | Free agent           | fine contratto |          |
| AP       | Vladislav Truškin   | Zenit S. Pietroburgo | fine contratto |          |
| AC       | Stéphane Lasme      | Panathīnaïkos        | fine contratto |          |
| C        | Grigorij Šukhovtcov | Parma Perm'          | fine contratto |          |

### Dopo l'inizio della stagione
| Acquisti | Acquisti          | Acquisti         | Acquisti         | Acquisti   |
| R.       | Nome              | da               | Data             | Modalità   |
| -------- | ----------------- | ---------------- | ---------------- | ---------- |
| C        | Jackie Carmichael | Al-Riyadi Beirut | 30 novembre 2018 | definitivo |

| Cessioni | Cessioni          | Cessioni  | Cessioni      | Cessioni    |
| R.       | Nome              | a         | Data          | Modalità    |
| -------- | ----------------- | --------- | ------------- | ----------- |
| C        | Jackie Carmichael | Konyaspor | 15 marzo 2019 | rescissione |